# Bernard Stasi
Pour les articles homonymes, voir Stasi (homonymie).
Bernard Stasi, né le 4 juillet 1930 à Reims et mort le 4 mai 2011 dans le 18e arrondissement de Paris, est un homme politique français.

## Biographie

### Famille
Ses grands-parents et parents naissent dans des contrées différentes : en Italie, en Espagne et à Cuba. Il n'obtient la nationalité française que par une démarche personnelle à l'âge de 18 ans,. Il est le frère de Mario Stasi, ancien bâtonnier de Paris, ainsi que de Gérard Stasi.
Il est de confession chrétienne.

### Carrière administrative et politique
Ancien élève de Saint-Joseph de Reims, diplômé de l'École nationale d'administration (ENA) en 1959, il est d'abord nommé chef de cabinet du préfet d'Alger. Il sera ensuite conseiller dans les cabinets de différents ministres, de 1963 à 1968, avant de devenir député de la Marne de 1968 à 1973, puis de 1974 à 1993, sous l'étiquette du Centre des démocrates sociaux (qui devint l'une des composantes de l'UDF). Il est brièvement ministre. Il est vice-président de l'Assemblée nationale de 1978 à 1983, président de la région Champagne-Ardenne de 1981 à 1988, député européen de 1994 à 1998 et maire d'Épernay de 1970 à 1977 et de 1983 à 2000. En septembre 1981, à l'instar de Jacques Chirac et de Jacques Toubon, il vote avec la majorité parlementaire de gauche l'abolition de la peine de mort présentée par Robert Badinter, et exprime le regret qu'une telle mesure n'ait été promulguée par la précédente. Mais dans les débats sur la cohabitation qui agitent la droite entre 1984 et mars 1986 il prend parti pour Raymond Barre, estimant qu'une élection législative avait — comme le référendum de 1969 qui mit fin à la carrière politique du général de Gaulle — valeur de test pour ou contre la légitimité du Président de la République. 
Il perd son siège de député en 1993, à la suite de sa position en faveur de la loi Évin concernant les publicités pour l'alcool (sa circonscription est en pleine région viticole). Il obtient l'annulation de l'élection, mais est à nouveau battu lors de l'élection partielle en 1994.
Du 5 avril 1973 au 12 février 1974, il est ministre des Départements et Territoires d'Outre-mer au sein du deuxième gouvernement Messmer. Il condamne le coup d'État du général chilien Pinochet du 11 septembre 1973.
En 1977, il participe à la fondation du Carrefour social-démocrate.
Lors du génocide bosniaque[non neutre] (1992-1995), il est l'une des très rares personnalités françaises à le dénoncer[réf. nécessaire].
De 1998 à 2004, il occupe le mandat de Médiateur de la République, au titre duquel il préside la commission Stasi, chargée d'un rapport sur la laïcité en France.
Il est membre du comité de parrainage de la Coordination française pour la Décennie de la culture de paix et de non-violence.

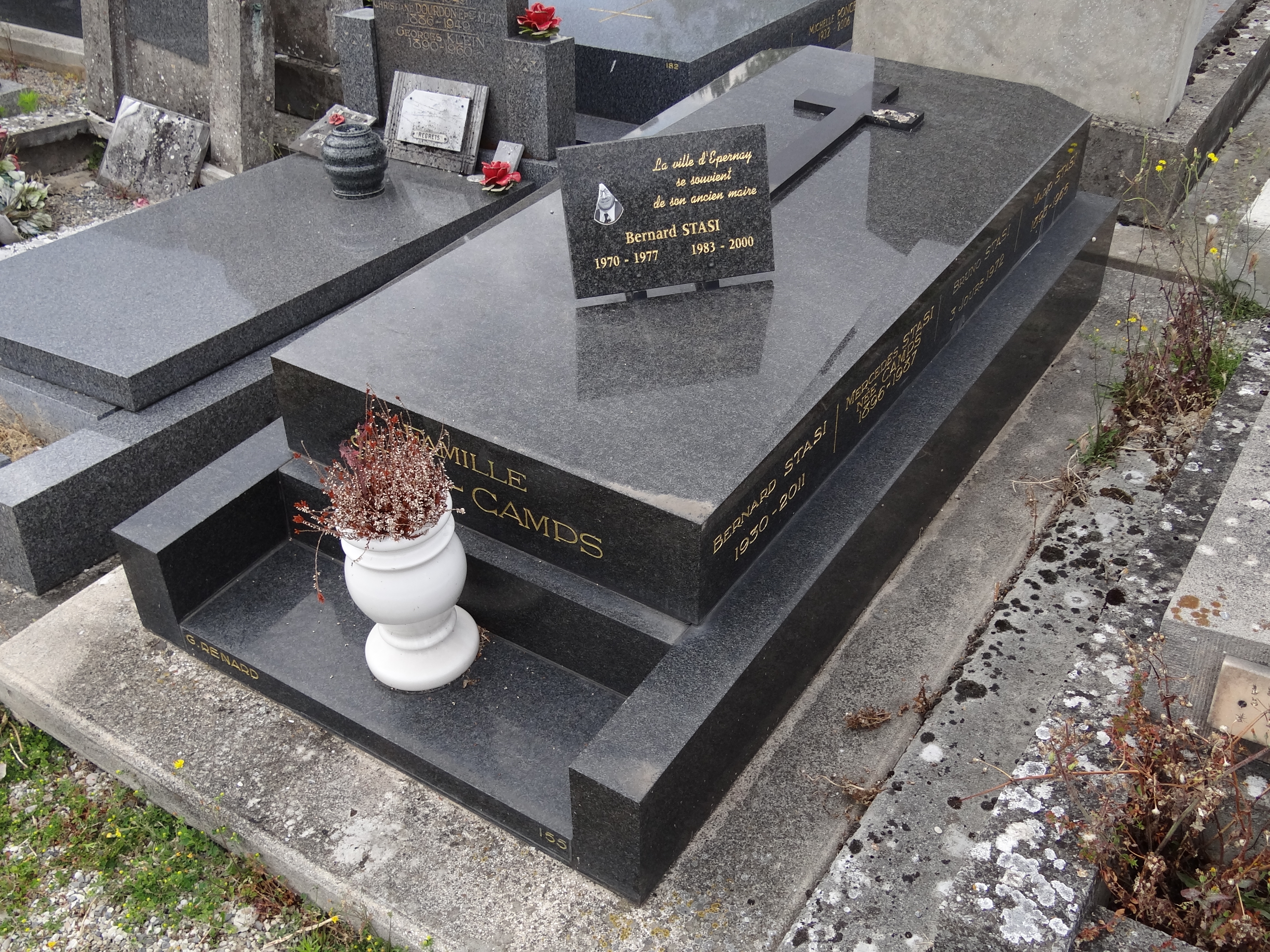
La tombe de Bernard Stasi au cimetière du sud de Reims (Marne).

Il meurt le 4 mai 2011 à l’hôpital Bretonneau, dans le 18e arrondissement de Paris, à l'âge de 80 ans,.

## Polémiques

### Sur l'immigration
Il adopta des positions sur la crise de novembre 1984 en Nouvelle-Calédonie, affirmant dans un rapport que les responsabilités de la crise kanake étaient antérieures à 1981. Christian Bonnet le qualifia alors de « Stasibaou » (par allusion au dirigeant kanak Jean-Marie Tjibaou).
Ses positions favorables à l'immigration se sont également exprimées dans la publication en 1985 de son livre L'immigration, une chance pour la France et occasionnèrent aussi des insultes dans sa propre formation politique. Cette double hostilité contribua à son échec parlementaire en septembre 1986, lors de sa candidature à la présidence de la commission des affaires étrangères de l’Assemblée nationale contre Roland Dumas, pour la session automnale de l’année 1986. Les députés du Front national et un député de la majorité de droite votèrent pour Roland Dumas, qui accepta toutes les voix sans état d’âme. C'est aussi qu’à égalité, comme il le dit, en décomptant seulement les voix du Front national, Roland Dumas l’emportait en raison, comme le voulait la loi — de son plus grand âge. Aux sessions suivantes du printemps et de l’automne 1987, ce fut Valéry Giscard d’Estaing qui pour maintenir la cohésion au sein de la majorité fit acte de candidature, en même temps qu’il sollicita par lettre publique les voix du Front national.

### Sur ses origines
Le 6 février 1986, à l'occasion d'un débat avec Jean-Marie Le Pen sur France Inter, il lance à celui-ci : « Je n’ai pas les mêmes convictions que vous », lequel lui répond : « C’est un peu normal, puisque vous êtes fils d’immigré et vous n’avez été français qu’à l’âge de dix-huit ans ». Stasi réplique alors : « Vous avez le culot de me dire qu’en tant que fils d’étranger je n’aurais pas le droit de faire de la politique ? ». Le Pen conclut « Je crois que c’est une question de bon goût ». Après la chute du mur de Berlin, Jean-Marie Le Pen revint à la charge : « Quand on s’appelle Stasi, on fait comme le parti communiste, on change de nom ».

## Détail des fonctions et mandats

### Mandats locaux
- 1970 - 1977 : maire d'Épernay
- 1983 - 2000 : maire d'Épernay
- 1981 - 1988 : président du conseil régional de Champagne-Ardenne

### Mandats parlementaires
- 11 juillet 1968 - 6 mai 1973 : député de la quatrième circonscription de la Marne (démission pour entrer au gouvernement)
- 3 avril 1978 - 1er avril 1986 : député de la quatrième circonscription de la Marne
- 2 avril 1986 - 14 mai 1988 : député de la Marne (élu au scrutin proportionnel)
- 23 juin 1988 - 1er avril 1993 : député de la sixième circonscription de la Marne
- 19 juillet 1994 - 24 avril 1998 : député européen

## Ouvrages
- Vie associative et démocratie nouvelle, Presses universitaires de France, 1979,  (ISBN 2-13-035921-3)
- L'Immigration, une chance pour la France, Robert Laffont, coll. « Franc Parler », 1984,  (ISBN 2-221-04469-X)
- La politique au cœur, Robert Laffont, 1993,  (ISBN 2-221-04955-1)
- Tous Français, l'immigration, la chance de la France, Hugo Document, 2007,  (ISBN 2-7556-0104-3)

## Hommages

### Distinctions
- Officier de la Légion d'honneur (2003)[10].
- Prix Bernard-Lecache[Quand ?],[11]

### Postérité
En 2013, la ville de Reims créée un parc Bernard-Stasi ; Épernay a aussi nommé une place en son honneur.